# Hell House (Supernatural)
"Hell House" is de zeventiende aflevering van de televisieserie   Supernatural, op 30 maart 2006 voor het eerst uitgezonden op The WB Television Network. De aflevering is geschreven door Trey Callaway en werd geregisseerd door Chris Long. Sam en Dean onderzoeken een lokale legende rondom een verlaten huis.

## Verhaallijn
Sam en Dean  besluiten een mysterieuze gebeurtenis rondom een verlaten huis in Richardson, Texas, te onderzoeken. Als ze daar aankomen interviewen ze Craig Thursten. Hij vertelt ze over de legende van Mordechai Murdoch, een landbouwer die in het huis leefde tijdens de jaren 1930. Hij had zijn dochter vermoord en in de kelder opgehangen.
Sam en Dean bezoeken het huis waarvan de muren en de vloer met een reeks symbolen zijn bedekt. Bij  het huis komen ze Ed Zeddmore en Harry Spengler tegen,  twee onderzoekers van het paranormale die een website genaamd Hell Hound's Lair onderhouden. Sam en Dean doen wat meer onderzoek, maar kunnen geen enkel bewijs vinden rondom de legende van Mordechai Murdoch. Ze gaan ervan uit dat het een stunt is van een stel tieners en besluiten weg te gaan. Wanneer ze klaar zijn om te vertrekken, horen ze dat de vorige avond een meisje stierf in het huis en is opgehangen in het huis.
Ze besluiten naar het huis terug te keren, waar ze Ed en Harry wederom tegenkomen. Ze worden daar geconfronteerd met de geest van Mordechai, die hen achtervolgt. Wanneer ze hem willen bestrijden met steenzout heeft het geen effect. Ze ontsnappen uit het huis en keren terug naar het hotel, waar ze proberen te ontdekken wat er aan de hand is. Het is Sam opgevallen dat de geest doorgesneden polsen had, iets wat niet overeenkomt met het eerste verhaal. Het verhaal op Hell Hound's Lair is ook veranderd.
Dean herinnert zich opeens waar hij een van de symbolen in het huis van kent, waarop ze besluiten terug te gaan naar Craig. Het symbool is van een album van de Blue Öyster Cult en Craig werkt in een platenzaak. Craig geeft toe dat hij en zijn nicht de symbolen geschilderd hebben en het gerucht van Mordechai als grap hebben verspreid. Sam oppert dat Mordechai een Tulpa is een manifestatie van een gedachte. Een van de in het huis geschilderde symbolen stelt een Tibetaanse geest voor, sigil, die helpt bij het focussen van mentale energie. Sam denkt dat wanneer mensen het symbool op de website bekijken en aan Mordechai denken, ze de legende tot leven wekken.
Om Mordechai te doden vertellen de broers aan Ed en Harry dat ze hebben ontdekt dat de geest verslagen kan worden met een ijzeren kogel. Ze wachten tot de jongens het op hun website plaatsen en genoeg mensen het zien, zodat het echt wordt. Sam en Dean keren terug naar het huis om Mordechai te verslaan, echter zijn Ed en Harry daar ook en ze vertellen dat de server niet werkt. Dit betekent dat de kogels niet zullen werken. Dean komt tot de conclusie dat de enige oplossing is om het huis te verbranden. Het huis kan immers niet vervloekt zijn als het niet bestaat.
Sam en Dean nemen afscheid van Ed en Harry die een deal voor een Hollywoodfilm hebben gekregen voor wat op hun website staat. Wanneer ze vertrekken, bekent Sam dat hij de Hollywood-producent was die hen had gebeld. Dean bekent dan dat hij een rotte vis in de kofferbak van hun auto heeft gedaan.

## Rolverdeling
| Acteur                | Personage            |
| --------------------- | -------------------- |
| Jared Padalecki       | Sam Winchester       |
| Jensen Ackles         | Dean Winchester      |
| Travis Wester         | Harry Spangler       |
| A.J. Buckley          | Ed Zeddmore          |
| Shane Meier           | Craig Thursten       |
| Colby Johannson       | James                |
| Agam Darshi           | Jill                 |
| Krista Bell           | Dana                 |
| Gerry Mackay          | Mr. Goodwin          |
| Nicholas Harrison     | Mordechai Murdoch    |
| Jason Griffith        | Sheriff              |
| Brittney Irvin        | Eerste Tiener Meisje |
| Natasha Peck          | Tweede Tiener Meisje |
| Jay-Nicolas Hackleman | Tweede Tiener Jongen |
| Kyle Labine           | Derde Tiener Jongen  |

## Muziek
"Fire of Unknown Origin" van Blue Öyster Cult

"Burnin’ for You" van Blue Öyster Cult

"Slow Death" van Extreme Music

"Anthem" van Extreme Music

"Point of No Return" van Rex Hobart & The Misery Boys

"Fast Train Down" van Waco Brothers